# Parcul Natural Spessart
Parcul Natural Spessart se întinde pe o parte din teritoriul regiunii muntoase Spessart (Mittelgebirge), ocupând o suprafață de 2440 km². Din punct de vedere geologic, rocile de bază din parc sunt constituite din plăci de calcare colorate cu o grosimi de până la 400 m, care provin din scheletul foraminiferelor din perioada triasică. Pe teritoriul parcului cresc păduri mixte de formate din conifere și foioase pe pantele line și munți cu înălțimi mijlocii.
Parcul este alcătuit din două regiuni:
- Parcul Natural Spessart bavarez, declarat în anul 1961, situat în Bavaria de nord-vest, pe patrulaterul lui Main și care are o suprafață de  1710 km².
- Parcul Natural Spessart din Hessa, declarat în anul 1962, situat în Hessa de sud-est, la sud de Autostrada-66, între Hanau și Schlüchtern care se întinde pe o suprafață de 730 km².